# لانگنشاید
لانگنشاید (به آلمانی: Langenscheid) یک شهر در آلمان است که در Verbandsgemeinde Diez واقع شده‌است. لانگنشاید ۵۴۹ نفر جمعیت دارد.